# 神谷千恵子
神谷千恵子（かみや ちえこ, 1960年2月6日 - ）は、東京都出身のアーチェリー選手。
成田空港行きのリムジンバスのターミナルで英語案内をしていた21歳の時にリウマチを発症した。その後はアーチェリー教室へと参加し、両手首が使えないためにひじを曲げて打つ独特のフォームを会得し実力をつけていった。2008年には北京パラリンピックのアーチェリー競技、女子個人コンパウンドオープンに出場を果たした。予選のランキングラウンドでは8人中7位だった。しかし決勝ラウンドでは1回戦でスウェーデンのザンドラ・レッペに107-106、準決勝でトルコのグルビン・スーに106-104とわずかな差ながらも勝利し決勝へと進んだ。決勝ではイギリスのダニエル・ブラウンに112-98の大差で敗れたものの、銀メダルを獲得し「メダルを日本に持って帰れてすごく幸せ。決勝はぼろぼろでした。銀だけれどもわたしの中では一番うれしいメダル」と語った。